# Fianoniella piliventris
Fianoniella piliventris là một loài tò vò trong họ Ichneumonidae.